# Österreichischer Frauen-Fußballcup 2005/06
Der Österreichische Frauen-Fußballcup wurde in der Saison 2005/06 zum 32. Mal ausgespielt. Als ÖFB-Ladies-Cup wurde er vom Österreichischen Fußballbund zum 14. Mal, als ÖFB-Stiegl-Ladies-Cup zum zweiten Mal, durchgeführt und begann am 3. September 2005 mit der ersten Runde und endete am 15. Juni 2006 mit dem Finale im Kainbach/Hönigtal in der Steiermark. Den Pokal gewann zum vierten Mal in Folge der SV Neulengbach.

## Teilnehmende Mannschaften
Für den österreichischen Frauen-Fußballcup haben sich anhand der Teilnahme der Ligen der Saison 2005/06 folgende 34 Mannschaften, die nach der Saisonplatzierung der Frauen-Bundesliga 2004/05, der 2. Division Mitte 2004/05, der 2. Division Ost 2004/05, der Landesliga Steiermark 2004/05 und der Regionalliga West 2004/05 geordnet sind, qualifiziert. Teams, die als durchgestrichen gekennzeichnet sind, nahmen am Wettbewerb aus diversen Gründen nicht am Wettbewerb teil oder sind zweite Mannschaften und spielten daher nicht um den Pokal mit. Weiters konnten noch der Landescupsieger, der Landesmeister oder auch Vertreter der Saison 2004/05 teilnehmen.
| Frauen-Bundesliga (10) | 2. Division Mitte (6) | 2. Liga Ost (8) |
| --- | --- | --- |
| - SV Neulengbach (NÖ) (C) - Union Kleinmünchen (OÖ) - Innsbrucker AC (T) - USC Landhaus (W) - SG Neustadtl (NÖ) - LUV Graz (ST) - ASK Erlaa (NÖ) - FC Südburgenland (B) - ASV St. Margarethen/Lavanttal (K) - SV Gloggnitz (NÖ) (RG) | - LASK Ladies (OÖ) (RV) - USK Hof (S) - SV Spittal/Drau (K) - Union Kleinmünchen II (OÖ) - SV Garsten (OÖ) - ASK Maxglan (S) - ASKÖ Dionysen/Traun (OÖ) (LM) (N)                                                    | - SV Langenrohr (NÖ) - SV Groß-Schweinbarth (NÖ) - 1. SVg Guntramsdorf (NÖ) - SV Horn (NÖ) - USC Landhaus II (W) - DFC Heidenreichstein (NÖ) - DFV Juwelen Janecka (W) - FSC Hainfeld (NÖ) (LM) (N) - ESV Süd-Ost (W) (LM) (N) |
| Landesliga Steiermark (6) | Regionalliga West (2) | |
| - 1. DFC Leoben (ST) (A) - SC St. Ruprecht/Raab (ST) - FC Südburgenland II (B) - SC Unterpremstätten (ST) - LUV Graz II (ST) - FC Maria Lankowitz (ST) - FC Ligist (ST) - ASK Köflach (ST) | - FC Koblach (V) - Schwarz-Weiß Bregenz (V) - Innsbrucker AC II (T) - SK Zirl (T) - SPG FC Lingenau/FC Mellau (V) - SPG Alberschwende/Egg (V) - FC Rätia Bludenz (N) - New Energy 95 Lustenau (N) - FC Nüziders (N) | |
| Landescupsieger, Meister oder Meistervertreter aus der Landesliga (2) | | |
| - FSC Hainfeld (NÖ) (LM) siehe 2. Division Ost - SV Taufkirchen/Pram (OÖ) (L2) - ASKÖ Dionysen/Traun (OÖ) (LM) siehe 2. Division Mitte | - SPG Brixlegg/Rattenberg (T) (LM) - SC Bregenz (V) (LC) | - FFC Bingo Memory (W) (??) - ESV Süd-Ost (W) (LM) siehe 2. Division Ost |
| Erläuterungen Länderkürzel: (B): Burgenland, (K): Kärnten, (NÖ): Niederösterreich, (OÖ): Oberösterreich, (S): Salzburg, (ST): Steiermark, (T): Tirol, (V): Vorarlberg, (W): Wien; Vereins-Landes-Bewerbserfolg: (LC): Landescupsieger, (LCF): Landescupfinalist, (LM): Landesmeister, (Lx): x. Platz der Landesliga, (LN): Landesliga-Aufsteiger, (..-x): x Landesliga siehe Länderkürzel | | |

| (C) | amtierender Cupsieger 2004/05    |
| (A) | Absteiger der Saison 2005/06     |
| (N) | Neuaufsteiger der Saison 2005/06 |

## Turnierverlauf

### 1. Cuprunde
| Datum                   |                      | Ergebnis                         |                      |
| ----------------------- | -------------------- | -------------------------------- | -------------------- |
| 04.09.2005 um 12:00 Uhr | SV Taufkirchen/Pram  | 0:6 (0:4)                        | ASKÖ Dionysen/Traun  |
| 04.09.2005 um 14:00 Uhr | Schwarz-Weiß Bregenz | 3:3 n. V. (3:3, 2:2) (6:7 i. E.) | ASK Maxglan          |
| 04.09.2005 um 13:00 Uhr | USK Hof              | 1:3 (1:0)                        | LASK Ladies          |
| 04.09.2005 um 11:30 Uhr | FC Koblach           | 2:3 (0:3)                        | SV Garsten           |
| 04.09.2005 um 12:00 Uhr | FFC Bingo Memory     | 0:14 (0:10)                      | SV Horn              |
| 04.09.2005 um 10:00 Uhr | 1. DFC Leoben        | 10:0 (6:0)                       | SC Unterpremstätten  |
| 04.09.2005 um 13:00 Uhr | DFV Juwelen Janecka  | 4:4 n. V. (4:4, 1:1) (2:3 i. E.) | SC St. Ruprecht/Raab |
| 04.09.2005 um 16:00 Uhr | SV Langenrohr        | 3:0 1CR1                         | FC Maria Lankowitz   |
| 04.09.2005 um 16:30 Uhr | DFC Heidenreichstein | 3:1 (1:0)                        | SV Groß-Schweinbarth |
| 04.09.2005 um 15:00 Uhr | ASK Köflach          | 2:6 (0:4)                        | FSC Hainfeld         |
| 03.09.2005 um 15:00 Uhr | DSC Ligist           | 0:4 (0:3)                        | SV Spittal/Drau      |
| 04.09.2005 um 14:00 Uhr | ESV Süd-Ost          | 0:1 (0:1)                        | 1. SVg Guntramsdorf  |

### 2. Cuprunde
| Datum                   |                      | Ergebnis              |                      |
| ----------------------- | -------------------- | --------------------- | -------------------- |
| 09.10.2005 um 13:00 Uhr | SV Spittal/Drau      | 0:0 n. V. (5:4 i. E.) | SC St. Ruprecht/Raab |
| 09.10.2005 um 14:00 Uhr | 1. DFC Leoben        | 2:0 (0:0)             | ASK Maxglan          |
| 09.10.2005 um 14:00 Uhr | SV Garsten           | 3:1 (2:0)             | SV Langenrohr        |
| 09.10.2005 um 15:00 Uhr | DFC Heidenreichstein | 3:2 (2:0)             | LASK Ladies          |
| 08.10.2005 um 18:00 Uhr | SV Horn              | 3:0 (2:0)             | FSC Hainfeld         |
| 09.10.2005 um 12:00 Uhr | 1. SVg Guntramsdorf  | 1:0 (1:0)             | ASKÖ Dionysen/Traun  |

### 3. Cuprunde
Die Bundesligavereine stiegen erst in der 3. Cuprunde ein.
| Datum                   |                      | Ergebnis              |                               |
| ----------------------- | -------------------- | --------------------- | ----------------------------- |
| 26.03.2006 um 14:00 Uhr | SV Spittal/Drau      | 0:8 (0:2)             | Innsbrucker AC                |
| 26.03.2006 um 12:00 Uhr | 1. DFC Leoben        | 0:8 (0:5)             | Union Kleinmünchen            |
| 25.03.2006 um 15:30 Uhr | SV Garsten           | 2:3 (0:1)             | LUV Graz                      |
| 15.05.2006 um 17:45 Uhr | DFC Heidenreichstein | 1:6 (1:2)             | SG Neustadtl                  |
| 25.03.2006 um 18:30 Uhr | USC Landhaus         | 2:0 (1:0)             | SV Horn                       |
| 26.03.2006 um 14:00 Uhr | 1. SVg Guntramsdorf  | 0:4 (0:1)             | SV Neulengbach                |
| 25.03.2006 um 15:00 Uhr | SV Gloggnitz         | 3:1 (0:0)             | ASV St. Margarethen/Lavanttal |
| 26.03.2006 um 14:00 Uhr | FC Südburgenland     | 0:0 n. V. (2:4 i. E.) | ASK Erlaa                     |

### Viertelfinale
| Datum                   |              | Ergebnis  |                    |
| ----------------------- | ------------ | --------- | ------------------ |
| 17.04.2006 um 15:30 Uhr | SG Neustadtl | 2:4 (2:1) | USC Landhaus       |
| 17.04.2006 um 12:00 Uhr | LUV Graz     | 3:0 VR1   | Union Kleinmünchen |
| 16.04.2006 um 10:30 Uhr | SV Gloggnitz | 0:7 (0:5) | Innsbrucker AC     |
| 17.04.2006 um 12:00 Uhr | ASK Erlaa    | 1:5 (1:3) | SV Neulengbach     |

### Halbfinale
| Datum                   |                | Ergebnis                         |                |
| ----------------------- | -------------- | -------------------------------- | -------------- |
| 14.05.2006 um 10:30 Uhr | Innsbrucker AC | 2:2 n. V. (2:2, 1:0) (4:5 i. E.) | SV Neulengbach |
| 14.05.2006 um 15:30 Uhr | USC Landhaus   | 1:2 (0:1)                        | LUV Graz       |

### Finale
Das Finale wurde am Sportplatz Kainbach, Kainbach/Hönigtalin der Steiermark ausgetragen.
| Datum                   |                | Ergebnis  |          |
| ----------------------- | -------------- | --------- | -------- |
| 15.06.2006 um 16:30 Uhr | SV Neulengbach | 3:0 (1:0) | LUV Graz |